# هربرت براون (لاعب كريكت)
هربرت براون (14 ديسمبر 1867 - ) (بالإنجليزية: Herbert Brown)‏ هو لاعب كريكت بريطاني.